# 안동 번남 고택
안동 번남 고택(安東 樊南 古宅)은 경상북도 안동시 도산면 의촌리에 있는 조선시대의 가옥이다. 2011년 11월 9일 대한민국의 국가민속문화재 제268호로 지정되었다.

## 지정 사유
번남댁은 퇴계 이황의 둘째 손자 계열의 집으로 창덕궁을 모방하여 지었다고 전해지는 건물로서, 순조 때 번암 '이동순'이 건립하였고, 그의 손자 좌산 '이만윤'이 중건하였다고 한다.
당초는 99칸의 규모로서 영남 제일 규모의 집이라 전하나, 한국전쟁 등으로 일부가 소실되어 현재는 50여칸 정도가 남아있으며, 규모와 배치 및 평면형식 등이 안동 지역에서는 거의 찾아 볼 수 없을 뿐 아니라 옛 건물터와 내외법·기능성에 따른 세분된 공간 등이 잘 보존되어 있다.
조선후기 사대부가의 전통적 주거문화를 이해할 수 있는 중요한 문화재이다.

## 참고 자료
- 안동 번남 고택 - 국가유산청 국가유산포털